# Tadeáš Zezula
Tadeáš Zezula (* 3. března 1993, Brno) je český fotbalový obránce, od roku 2018[kdy?] působící v třetiligovém klubu FC Slovan Rosice.

## Klubové statistiky
Aktuální k 
| Sezona | Klub                | Země  | Soutěž                 | Zápasy | Góly |
| ------ | ------------------- | ----- | ---------------------- | ------ | ---- |
| 10/11  | FC Zbrojovka Brno B | Česko | 1. liga U19            | 4      |      |
| 11/12  | FC Zbrojovka Brno B | Česko | MSFL                   | 3      | 0    |
| 12/13  | FC Zbrojovka Brno B | Česko | Juniorská liga         | 3      |      |
| 13/14  | MSK Břeclav         | Česko | ČFL                    |        |      |
| 14/15  | SC Znojmo           | Česko | Fotbalová národní liga |        |      |
| 15/16  | SK Líšeň            | Česko | MSFL                   |        |      |
| 16/17  | SC Znojmo           | Česko | MSFL                   |        |      |
| 17/18  | SK Líšeň            | Česko | MSFL                   |        |      |
| 18/19  | SK Líšeň            | Česko | MSFL                   |        |      |
| 19/20  | FC Slovan Rosice    | Česko | Česká Fotbalová liga   |        |      |
| 20/21  | FC Slovan Rosice    | Česko | Česká Fotbalová Liga   |        |      |